# Boisseron
Boisseron település Franciaországban, Hérault megyében. Lakosainak száma 2178 fő (2022. január 1.). Boisseron Junas, Sommières, Restinclières, Saint-Sériès, Saussines és Entre-Vignes községekkel határos.

## Népesség
A település népességének változása:
| Lakosok száma | 583  | 864  | 981  | 1319 | 1892 | 1909 | 1989 | 2072 | 2113 | 2178 |
|               | 1968 | 1982 | 1990 | 2006 | 2013 | 2015 | 2017 | 2019 | 2020 | 2022 |